# Noah Creshevsky
Noah Creshevsky (* 31. Januar 1945 in Rochester, New York; † 3. Dezember 2020 in New York City, New York) war ein US-amerikanischer Komponist und Musikpädagoge.
Creshevsky studierte in Paris bei Nadia Boulanger und an der Juilliard School of Music bei Luciano Berio. Er war Direktor des Center for Computer Music und Professor am Brooklyn College der City University of New York. Daneben unterrichtete er an der  Juilliard School und am Hunter College und war Gastprofessor an der Princeton University. In seinen Kompositionen verband Creshevsky in der Art einer Collage Natur- und Instrumentalklänge und menschliche Stimmen, die er elektronisch bearbeitete. Er selbst bezeichnete seinen Kompositionsstil als hyperrealism.
Creshevski erhielt Auszeichnungen und Stipendien des National Endowment for the Arts, des New York State Council on the Arts und der ASCAP. Er starb Anfang Dezember 2020 in seinem Zuhause in Manhattan an den Folgen einer Krebserkrankung.

## Werke
- Born Again, 2003
- Borrowed Time, 1992
- Breathless, 1997
- Canto di Malavita, 2002
- Celebration
- Chaconne
- Circuit, 1971
- Coup d'etat
- Credo
- Drummer
- Electric Partita, 1980
- Electric String quartet, 1988
- Estancia
- et puis, 1998
- Fanfare, 1998
- Foto-Musik 1 The Prize
- Foto-Musik 2 Diva
- Gone Now, 1995
- Great Performances
- Highway, 1979
- Hoodlum Priest, 2002
- In Other Words
- Independence Day
- Jacob's Ladder, 1999
- Jubilate, 2001
- Memento Mori, 1989
- Nightscape
- Novella, 2000
- Nude Ascending, 1999
- Ossi di Morte, 1997
- Portrait of Rudy Perez
- Private Lives, 1993
- Sha, 1996
- Shadow of a Doubt
- Sonata
- Strategic Defense Initiative, 1986
- Talea, 1991
- Twice, 1993
- Vanishing Point
- Variations, 1987
- Vier Lieder
- Vol au Vent, 2002
- Who, 1995

## Diskographie
- Man And Superman, 1992
- Auxesis (mit Politics as usual von Charles Amirkhanian), 1995
- Who, 2000
- Hyperrealism/Electroacoustic Music by Noah Creshevsky, 2003
- The Tape Music 1971–1992, 2006
- Favorite Encores, (Werke von Creshevsky und If Bwana), 2008
- Twilight Of The Gods, 2009